# Cmentarz wojenny nr 327 – Niepołomice
Cmentarz wojenny nr 327 – Niepołomice – wydzielona kwatera na cmentarzu parafialnym w Niepołomicach.
Według większości źródeł cmentarz był częścią IX okręgu cmentarnego - Bochnia. Głównym architektem tego okręgu był Franz Stark i to prawdopodobnie on zaprojektował pierwotny wystrój cmentarza.
Obecny wygląd cmentarza wojennego jest skutkiem kilku remontów i reorganizacji kwatery z I wojny. W latach 20 cmentarz pełnił rolę cmentarza garnizonowego i chowano na nim żołnierzy polskich służących w garnizonie niepołomickim. W późniejszym okresie na cmentarzu wojennym pojawiło się jeszcze kilka nowych grobów. Układ grobów zmieniał się kilkukrotnie w czasie prowadzonych remontów. Istotne zmiany nastąpiły również podczas ostatniego remontu w latach 90. Wszystkie te działania doprowadziły niemal do całkowitego zatracenia pierwotnego kształtu i wystroju cmentarza. Obecnie trwają starania Gminy Niepołomice o przeprowadzenie kolejnego remontu, zmierzającego tym razem do przywrócenia pierwotnego wystroju cmentarza.